# Flugplatz Dreux-Vernouillet

i7
i11
i13
Das Aérodrome de Dreux-Vernouillet (ICAO-Code: LFON) ist ein Flugplatz, den man in Deutschland als  Verkehrslandeplatz bezeichnen würde. Der Flugplatz liegt in der Region Centre-Val de Loire im Département Eure-et-Loir auf dem Gebiet der beiden Gemeinden Vernouillet und Garnay, etwa vier Kilometer südlich von Dreux. Er dient vorwiegend der Allgemeinen Luftfahrt.
Der Flugplatz ist nicht zu verwechseln mit der zirka 15 km westlich gelegenen früheren Dreux-Louvilliers Air Base, einem ehemaligen NATO-Militärflugplatz der United States Air Forces in Europe aus der Zeit des Kalten Krieges.

## Zweiter Weltkrieg
Nach Beginn des Westfeldzuges übernahm die französische Armée de l’Air die Einrichtung. In der Endphase der Kämpfe lag hier eine von Exil-Polen gestellte Jagdgruppe, die Groupe de Chasse Polonaise I/145 (G.C. I/145). Sie flog Caudron CR.714 Abfangjäger. Der Flugplatz wurde nach dem Waffenstillstand eine Basis der deutschen Luftwaffe.
Während der Luftschlacht um England war hier zwischen Anfang August 1940 und Mitte April 1941 die I. Gruppe des Kampfgeschwader 55 (I./KG 55) stationiert, sie war mit Heinkel He 111P/H ausgerüstet.
Nach einer mehrjährigen Pause war der nächste Nutzer ab Ende Dezember 1943 zunächst die 2. Staffel Kampfgeschwaders 51 (2./KG 51) und ab Ende April 1944 weiter Teile der I. Gruppe (I./KG 51). Die Messerschmitt Me 410A des Verbandes verließen die Basis Ende Mai 1944.
In den ersten zehn Tage nach der Beginn der alliierten Invasion in der Normandie flogen die Focke-Wulf Fw 190A der I. Gruppe des Schnellkampfgeschwaders 10 (I./SKG 10) von Dreux aus Einsätze über der Front. Parallel hierzu lagen hier in der ersten Woche auch die Fw 190A der IV. Gruppe des Jagdgeschwaders 3 (IV./JG 3). Letzter deutscher Nutzer war zwischen Mitte Juli und August 1944 der Stab des gleichen Geschwaders (S./JG 3), der einige Messerschmitt Bf 109G besaß.
Nach der Befreiung durch alliierte Bodentruppen wurde das teilweise zerstörte Gelände umgehend notdürftig instand gesetzt und bereits nach kurzer Zeit als Advanced Landing Ground ALG A-41 von der Ninth Air Force der United States Army Air Forces (USAAF) genutzt.
Dreux war zunächst Einsatzbasis fliegender Kampfverbände. Hierzu zählte zwischen Mitte September und Anfang Oktober 1944 die 397th Bombardment Group, ausgerüstet mi Martin B-26 und über den Monatswechsel September/Oktober zusätzlich die 366th Fighter Group mit ihren Republic P-47.
Mit dem Vorrücken der Alliierten Richtung Osten wurde der Flugplatz eine Nachschubbasis und als solcher ab Anfang November 1944 Stützpunkt der mit Douglas DC-3/C-47 ausgerüsteten 441st Troop Carrier Group. Diese blieb hier bis Mitte August 1945 und anschließend wurde der Flugplatz an Frankreich zurückgegeben.

## Zeit nach 1945
Nach Beginn des Kalten Krieges wurde seitens der USA überlegt, Dreux-Vernouillet zu einer jettauglichen NATO-Basis auszubauen. Diese Idee wurde seitens Frankreich zurückgewiesen. Die Gründe hierfür waren die Nähe zur Kontrollzone des damals expandierenden Pariser Flughafens Orly, der Nähe zu den beiden namensgebenden Orten und Pläne, den Flugplatz zu einem zivilen Flughafen zu entwickeln. Anstelle von Dreux-Vernouillet entstand daher weiter westlich der Militärflugplatz Dreux-Louvilliers.
Der wachsende Flugverkehr von und nach Orly wurde zunehmend ein Problem, so dass die befestigten Einrichtungen des Flughafens schließlich abgebrochen wurden. Anstelle der Betonpisten entstand die noch heute genutzte einzige Graspiste.